# 贝尔甘榜
贝尔甘榜（馬來語： 英語：）是砂拉越三马丹镇附近的小村子，约有130户，人口约有700，拥有352人是毕达友实拉高人（Bidayuh Selako）。

## 历史
贝尔甘榜是在1875年开发的。根据当地居民，有一群居住在印尼士布爹（Seputeh）的毕达友实拉高人在1830年移居到现今砂拉越与印尼边界的一个地方叫板班（Bamban）。在1850年有三个人来到了村里，分别是达寿伯（Pak Dasoh），德培伯（Pak Depeh）和瘦伯（Pak Kurus），向村里的实拉高人提议了就在现今的贝尔甘榜建立一个新的村子。村子的人也听取了他们的意见，之后在1875年便开始搬迁，兴建现在的甘榜。
华人则是在在19世纪末才来到村子。在19世纪初，有一批人来自雷州与海南到丹绒达督（Tanjung Datu）砍伐盐木。数十年后，他们有一小部分人停止了伐木而搬迁到三门山（Samunsam）定居，收购当地土产。随后他们再迁移到今日的贝尔甘榜（Kampung Pueh）和西露甘榜（Kampung Siru）种植胡椒与甘蜜。
相传，贝尔甘榜附近有条小溪，里面有很多青蛙。早期到此垦荒的客家人叫它为𧊅港，因为在客家话里「𧊅」為青蛙的意思，而「港」為河流的意思。由于当地的土著不会客家话，所以把「𧊅」念成了「Pueh」，贝尔就因此得名。

另一个说法是因为当时在村子周围地区有很多一种草叫贝尔（Pueh），所以村民就把这村子叫作贝尔甘榜。

## 经济
村里的居民主要是种植稻谷，另外一些拥有较大土地的居民也会种植一些水果如：芒果、红毛丹、杨桃和香蕉。也有村民会在屋子旁的空地种植香茅、辣椒和高良薑，多数是自食自用。

由于三马丹镇是旅游镇，而村子离镇非常近，所以有些居民从事旅游业，把屋子发展成寄宿家庭。